# Calendari maçònic

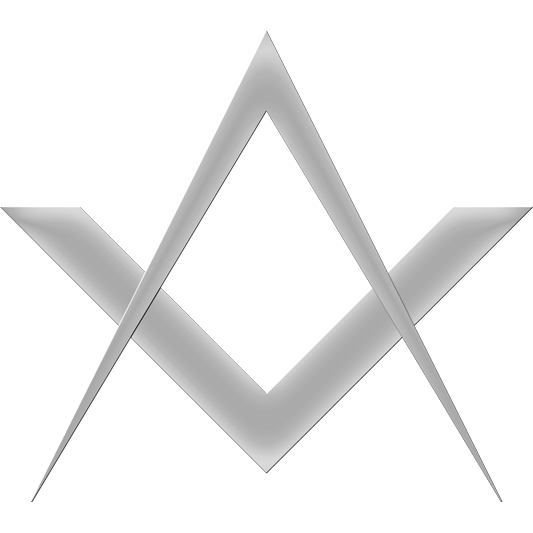
Símbols de l'escaire i el compàs

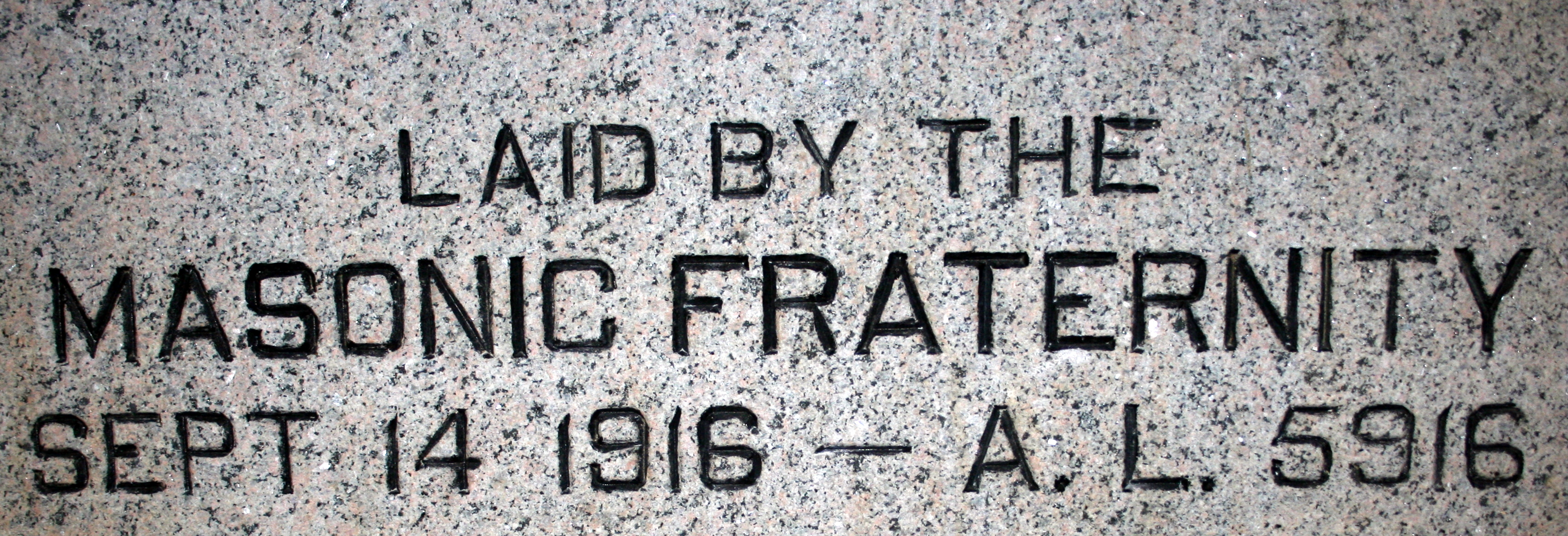
Pedra angular francmaçona amb any de l'Era Comuna i Anno Lucis.

El calendari maçònic és la manera particular emprada pels francmaçons per numerar els anys i designar els mesos.
L'any 1 del calendari maçònic és l'Any de la Veritable Llum - Anno Lucis en llatí. Marca el començament de l'Era de la Veritable Llum (VL). La fixació d'aquesta data seria deguda a James Ussher, prelat anglicà nascut el 1580 a Dublín que emprava una cronologia considerada de començar amb la creació del món segons la Gènesi, estimada en 4000 anys abans de J.C. Pensava així fundar una escala de temps absoluta.
El pastor Anderson l'ha preconitzat a les seves Constitucions de 1723 per afirmar simbòlicament la universalitat de la maçoneria adoptant una cronologia suposada independent dels particularismes religiosos.
L'any maçònic té la mateixa longitud que l'any gregorià però comença l'1 de març. Pren aleshores l'anyada d'aquest, augmentat en 4000 i els mesos no són designats més que pel seu nombre ordinal.
Exemples:
- el 29 de febrer de 2004 ha estat: El 29è dia del 12è mes de l'any 6003 de la Veritable Llum.
- l'1 de març de 2004 ha estat: El primer dia del primer mes de l'any 6004 de la Veritable Llum

L'any maçònic implica dues festes: la sant Joan d'Estiu (Joan Baptista, celebrat el 24 de juny) i la sant Joan d'Hivern (Joan l'Evangelista, celebrat el 27 de desembre), coincidint simbòlicament amb els solsticis.